# Loxostege callipeda
Loxostege callipeda là một loài bướm đêm trong họ Crambidae.